# Povl Hamburger
Povl Hamburger (født 22. juni 1901 i København, død 20. november 1972 i Gentofte) var en dansk organist, komponist, musiklærer og forsker. Hans morfar var komponisten Christian Barnekow
Han blev student fra Schneekloths Skole i 1919. Efter privatundervisning i orgelspil tog han i 1921 organisteksamen de Det Kongelige Danske Musikkonservatorium, og efter studierejser i Østrig og Tyskland studerede han musikvidenskab ved Københavns Universitet. Fra 1925- 1944 var han kantor ved Holmens Kirke og derefter organist ved Dyssegårdskirken i Hellerup. I 1955 blev han dr. phil. og var 1945-1971 jævnsides med organistembedet underviser ved Københavns Universitet.
Hans musikalske produktion er stor, men afgrænset. Han skrev mange små orgelstykker til gudstjenestebrug, nogle sange i højskoletraditionen samt en del korsange. De eneste sange, der stadig er i brug er Blæsten går frisk over Limfjordens vande, og Der er ingenting i verden så stille som sne fra 1939.
Han skrev talrige artikler til både danske og udenlandske musiktidsskrifter og var en flittig debattør i musikalske anliggender. 1929-1942 var han musikanmelder ved Politiken og 1969-1972 redaktør af Dansk Kirkemusiker Tidende. Han beklædte forskellige faglige tillidsposter, bl.a. var han 1938-1964 medlem af bestyrelsen for Det Fynske Musikkonservatorium og 1953-1954 formand for Dansk musikpædagogisk Forening. 

## Forfatterskabet
omfatter en række lærebøger
- Musikens Historie I-II, 1936-37
- Harmonilære, 1939
- Modulationslære, 1941
- Koralharmonisering i Kirketoneart, 1948
- Kirketoneart, 1948
- Harmonisk analyse, 1951.

Flere af hans bøger er henvendt til et bredere musikpublikum: 
- Koncertfører, 1955
- Tjajkovskij som symfoniker, 1962
- Illustreret Musikleksikon, 1940
- Aschehougs musikleksikon, 1957-58.

To arbejder er viet hans lærer Thomas Laub
- Bibliografisk Fortegnelse over Thomas Laubs litterære og musikalske Arbejder, 1932
- Thomas Laub – hans Liv og Gerning, 1942.

Hamburgers videnskabelige produktion omfatter 
- Subdominante und Wechseldominante. Eine entwicklungsgeschichtliche Untersuchung, doktordisputat 1955
- Studien zur Vokalpolyphonie, 1956